# Matalajärvi (Karesuando socken, Lappland, 757646-176907)
Matalajärvi är en sjö i Kiruna kommun i Lappland och ingår i Torneälvens huvudavrinningsområde. Sjön har en area på 0,57 kvadratkilometer och ligger 419 meter över havet. Matalajärvi ligger i Torne och Kalix älvsystem Natura 2000-område.

## Delavrinningsområde
Matalajärvi ingår i det delavrinningsområde (757837-176900) som SMHI kallar för Utloppet av Matalajärvi. Medelhöjden är 429 meter över havet och ytan är 8,1 kvadratkilometer. Det finns inga avrinningsområden uppströms utan avrinningsområdet är högsta punkten. Vattendraget som avvattnar avrinningsområdet har biflödesordning 5, vilket innebär att vattnet flödar genom totalt 5 vattendrag innan det når havet efter 381 kilometer. Avrinningsområdet består mestadels av skog (41 procent) och sankmarker (52 procent). Avrinningsområdet har 0,57 kvadratkilometer vattenytor vilket ger det en sjöprocent på 7 procent.